# Prémio Critics Choice de melhor atriz coadjuvante em cinema
O Critics Choice de melhor atriz coadjuvante é um dos prêmios concedidos pela Broadcast Film Critics Association a atrizes que trabalham na indústria do cinema .

## Anos 1990
| Ano  | Atriz          | Personagem        | Filme             |
| ---- | -------------- | ----------------- | ----------------- |
| 1995 | Mira Sorvino   | Linda Ash         | Mighty Aphrodite  |
| 1996 | Joan Allen     | Elizabeth Proctor | The Crucible      |
| 1997 | Joan Cusack    | Emily Montgomery  | In & Out          |
| 1998 | Joan Allen     | Betty Parker      | Pleasantville     |
| 1998 | Kathy Bates    | Libby Holden      | Primary Colors    |
| 1999 | Angelina Jolie | Lisa Rowe         | Girl, Interrupted |

## Anos 2000
- 2000 - Frances McDormand (Almost Famous / Wonder Boys)
- 2001 - Jennifer Connelly (A Beautiful Mind)
- 2002 - Catherine Zeta-Jones (Chicago)
- 2003 - Renée Zellweger (Cold Mountain)
- 2004 - Virginia Madsen (Sideways)
- 2005 - Amy Adams (Junebug) / Michelle Williams (Brokeback Mountain)
- 2006 - Jennifer Hudson (Dreamgirls)
- 2007 - Amy Ryan (Gone Baby Gone)
- 2008 - Kate Winslet (The Reader)
- 2009 - Mo'Nique (Precious)

## Anos 2010
- 2010 - Melissa Leo (The Fighter)
- 2011 - Octavia Spencer (The Help)
- 2012 - Anne Hathaway (Les Misérables)
- 2013 - Lupita Nyong'o (12 Years a Slave)
- 2014 - Patricia Arquette (Boyhood)
- 2015 - Alicia Vikander (The Danish Girl)
- 2016 - Viola Davis (Fences)
- 2017 - Allison Janney (I, Tonya)
- 2018 - Regina King (If Beale Street Could Talk)
- 2019 - Laura Dern (Marriage Story)
- 2020 - Maria Bakalova (Borat Subsequent Moviefilm)
- 2021 - Ariana DeBose (West Side Story)
- 2022 - Angela Basset (Black Panther: Wakanda Forever)